# Strix seloputo

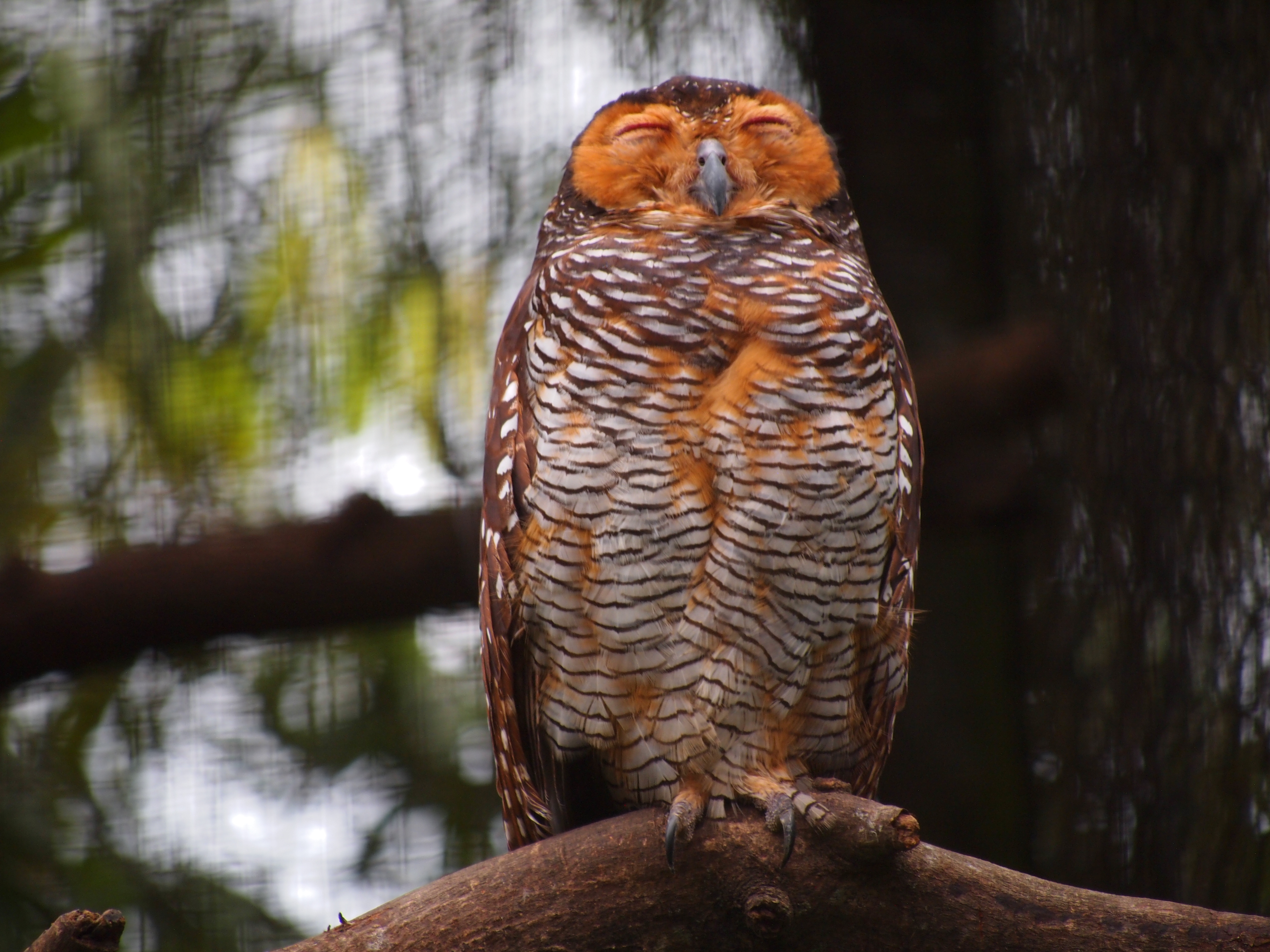
Cárabo de las Pagodas en el zoológico nacional de Malasia

El cárabo de las Pagodas (Strix seloputo) es una especie de ave en la familia  Strigidae. Este búho pertenece al género   Strix de los búhos sin orejas. La zona en que habita es sumamente disjunta; se lo encuentra en numerosas regiones vecinas a Borneo, aunque no en la isla en si.
Las tres subespecies son:
- Strix seloputo seloputo - Sur de Myanmar y zona central de Tailandia hasta Singapur. También Jambi (Sumatra) y Java.
- Strix seloputo baweana - Endémico de la isla Bawean al norte de Java
- Strix seloputo wiepkini - islas Calamian y Palawan (Filipinas)